# Mellumvattnet
Mellumvattnet är en sjö i Tanums kommun i Bohuslän och ingår i Enningdalsälvens huvudavrinningsområde. Sjön är 7,8 meter djup, har en yta på 0,106 kvadratkilometer och befinner sig 142 meter över havet. Vid provfiske har abborre och gädda fångats i sjön.

## Delavrinningsområde
Mellumvattnet ingår i det delavrinningsområde (651217-125608) som SMHI kallar för Mynnar i Södra Bullaresjön. Medelhöjden är 127 meter över havet och ytan är 7,27 kvadratkilometer. Det finns inga avrinningsområden uppströms utan avrinningsområdet är högsta punkten. Vattendraget som avvattnar avrinningsområdet har biflödesordning 2, vilket innebär att vattnet flödar genom totalt 2 vattendrag innan det når havet efter 39 kilometer. Avrinningsområdet består mestadels av skog (71 %). Avrinningsområdet har 0,23 kvadratkilometer vattenytor vilket ger det en sjöprocent på 3,1 %.